# Zhejiang
Zhejiang (en chino, 浙江; pinyin, Zhèjiāngⓘ; en wu, Tsehkaon) es una provincia de la República Popular China. Su capital es Hangzhou. Situada al este del país, limita con Jiangsu, Shanghái, el mar de la China Oriental, Fujian, Jiangxi y Anhui.
La población de Zhejiang está cuantificada en 57 millones de personas, lo que la sitúa como la décima provincia china más poblada.
De esta provincia, con su propia variante del idioma chino, provienen la mayoría de los inmigrantes chinos residentes en España (aproximadamente un 70 %).

## Historia
Durante las dinastías Qin y Han, Zhejiang estuvo bajo el control de la China unificada aunque la zona sur, habitada en su mayoría por miembros de la etnia Yue, mantuvo sus propias estructuras sociales y políticas. Durante la dinastía Tang la provincia empezó a prosperar. La dinastía Ming fue la encargada de fijar los límites actuales de la provincia.
La Universidad de Ciencia y Tecnología de Zhejiang es uno de los centros educativos de esta provincia China.

## Geografía
La provincia está situada al sur de Shanghái y de Jiangsu y es una de las más pequeñas de toda China ya que cuenta con poco más de 100 000 kilómetros cuadrados. El 70 % de su territorio son montañas, colinas y escarpes y el 10 % agua, con lo cual la superficie cultivable es muy reducida.

## Clima
El clima de la provincia es templado, con una temperatura media en enero de 7 °C y de 27 °C en julio. Zhejiang se ve afectada regularmente por los tifones que se forman en el océano Pacífico.
Durante un lapso de cuatro días en agosto de 2009, el tifón Morakot produjo hasta 1240 mm de lluvia en la provincia de Zhejiang, el mayor total en casi sesenta años en la provincia. Los daños fueron muy importantes.

## Economía
Zhejiang es una de las provincias chinas más ricas y desarrolladas. La economía local se basa en la agricultura del arroz y en la pesca. Además del arroz, también se cultiva algodón y té. Zhejiang es también una de las principales productoras de seda de toda China. Las industrias principales son las industrias químicas, textiles, alimentarías y de materiales para la construcción. Los principales puertos se sitúan en Ningbo, Wenzhou, Taizhou y Zhoushan. Desde el 16 de febrero de 2016 se comunica con Teherán con un tren de carga, cuyo recorrido dura 14 días. 
Situada en el litoral, la provincia tiene la administración de más de 18.000 islas entre las que destaca la de Zhoushan, la cuarta más grande de la República Popular China.
Existe también una economía del turismo en algunas prefecturas, como las Mil rocas de seda.

## División administrativa
| Mapa                 | #        | Nombre | Hanzi        | Hanyu Pinyin |
| -------------------- | -------- | ------ | ------------ | ------------ |
|                      |          |        |              |              |
| Ciudad subprovincial |          |        |              |              |
| 1                    | Hangzhou | 杭州市 | Hángzhōu Shì |              |
| 2                    | Ningbo   | 宁波市 | Níngbō Shì   |              |
| Ciudad-prefectura    |          |        |              |              |
| 3                    | Huzhou   | 湖州市 | Húzhōu Shì   |              |
| 4                    | Jiaxing  | 嘉兴市 | Jiāxīng Shì  |              |
| 5                    | Jinhua   | 金华市 | Jīnhuá Shì   |              |
| 6                    | Lishui   | 丽水市 | Líshuǐ Shì   |              |
| 7                    | Quzhou   | 衢州市 | Qúzhōu Shì   |              |
| 8                    | Shaoxing | 绍兴市 | Shàoxīng Shì |              |
| 9                    | Taizhou  | 台州市 | Tāizhōu Shì  |              |
| 10                   | Wenzhou  | 温州市 | Wēnzhōu Shì  |              |
| 11                   | Zhoushan | 舟山市 | Zhōushān Shì |              |